# Auxerrois (cépage blanc)
Pour les articles homonymes, voir Auxerrois.
L’auxerrois est un cépage français de raisins blancs.

## Origine et répartition géographique
L’auxerrois, originaire de Lorraine, a été créé au début du XXe siècle, au centre d’expérimentation de Laquenexy par le docteur Wanner. Il est un des cépages autorisés dans les AOC moselle, alsace, côtes-de-toul, ainsi que pour certains vins sous IGP tels que le côtes-de-meuse ou le coteaux-de-coiffy. Souvent associé au pinot blanc dans l’AOC alsace, il est alors vendu sous l’étiquette klevner (ou clevner) ou bien pinot. Ces deux cépages voisins, mais ampélographiquement distincts, donnent ensemble des vins d’une qualité constante, bien équilibrés, discrètement fruités et d’une agréable souplesse. 
Le nom auxerrois apparaît rarement sur les étiquettes, sauf sur les côtes-de-toul, côtes-de-meuse ou coteaux-de-coiffy. Nombreux sont les amateurs de vins d’Alsace à n’avoir jamais entendu parler de ce cépage et il est possible qu'une bouteille de pinot d'Alsace contienne en réalité de l’auxerrois.
Ce cépage entre en outre dans l’edelzwicker.
Enfin, avec le pinot blanc, l’auxerrois est largement utilisé dans l’élaboration du crémant d'Alsace. En France, la culture de l'auxerrois est en extension passant à 1 950 hectares en 1999. De petites plantations sont connues au Luxembourg, en Allemagne, au Canada et en Afrique du Sud. Au niveau mondial, il couvre plus ou moins 2 300 hectares.
Si le pinot blanc est cultivé en Alsace depuis le Moyen Âge, la production d’auxerrois est plus récente et date de 1950. Alors qu’on pourrait le croire originaire de l’Yonne, dont Auxerre est le chef-lieu, il provient sans doute de Lorraine où il est toujours cultivé sur les côtes de Toul et les côtes de Meuse. Ce cépage blanc cultivé principalement en Lorraine et en Alsace est en fait l’auxerrois de Laquenexy près de Metz. Les Lorrains l'auraient protégé de l'occupation allemande en l'exportant dans des pépinières proches d'Auxerre d'où son nom d’auxerrois.
On l’appelle souvent pinot auxerrois bien que n’étant pas apparenté aux pinots. Certains le rapprochent du sylvaner ou du chardonnay depuis le XIXe siècle.
L’ampélographe Pierre Galet dément ces hypothèses et considère qu’il s’agit d’un cépage distinct, étudié pour la première fois à Laquenexy, dont les origines restent imprécises.
En 1999 des chercheurs de l'Université de la Californie à Davis ont soumis 322 échantillons de vignes à des analyses génétiques poussées. En tout, seize cépages, dont l'auxerrois, sont le résultat de croisements entre le gouais blanc et le pinot noir. Il s'agit de l'aligoté, de l'aubin vert, de l'auxerrois, du bachet noir, du beaunoir, du chardonnay, du dameron, du franc noir de la Haute-Saône, du gamay blanc Gloriod, du gamay du knipperlé, du melon, du peurion, du romorantin, du roublot et du sacy.
Selon le catalogue international, l'auxerrois serait d'origine pinot X heunisch weiss (le nom allemand du gouais B).

## Aptitudes culturales
La maturité est de deuxième époque : 10 jours après le chasselas. Il est de maturité plus précoce que le pinot blanc, dit «vrai».

## Potentiel technologique
Les grappes et les baies de l’auxerrois sont petites. La grappe est compacte. Le cépage est de moyenne vigueur. Il est peu fertile à la taille courte, on le conduit donc généralement à la taille longue. Ce cépage est bien adapté aux zones septentrionales et aux terroirs calcaires. On reconnaît un vin issu 100 % de l’auxerrois à son caractère épicé et doux ainsi qu’à sa faible acidité et à sa bonne teneur en alcool.
En matériel certifié, les clones 56 et 57 ont été agréés.

## Synonymes
L’auxerrois est connu sous les noms de auxerrois de Laquenexy, auxerrois blanc de Laquenexy, blanc de Kienzheim et "pinot blanc" (auxerrois pur ou mélange  pinot blanc-auxerrois).